# James Burnham
James Burnham (* 22. November 1905 in Chicago; † 28. Juli 1987 in Kent, Connecticut) war ein US-amerikanischer Philosoph, Soziologe und politischer Theoretiker. In den 1930er Jahren beeinflusste er als trotzkistischer Intellektueller die Arbeiterbewegung in den Vereinigten Staaten; später wurde er zu einem Vorkämpfer der konservativen Bewegung.

## Leben und politische Karriere
James Burnham war in den 1930er Jahren Mitglied der trotzkistischen, anti-stalinistischen Socialist Workers Party.
Sein 1941 erschienenes Buch The Managerial Revolution (dt. Das Regime der Manager) beeinflusste viele Intellektuelle; so etwa inspirierte es George Orwell zu dessen Bestseller 1984.
Stalins Angriff auf Finnland 1939 machte ihn zu einem entschiedenen Gegner der Sowjetunion, eine Einstellung, die sich nach dem Zweiten Weltkrieg noch verstärkte, als Burnham begann, für die CIA zu arbeiten. Wie kaum ein anderer hat er – als einer der führenden Köpfe der amerikanischen Konservativen – die politische Diskussion zur Zeit des Kalten Krieges geprägt. 1950 war er einer der Mitverfasser des Manifests des Kongresses für kulturelle Freiheit in Berlin. 1964 erschien Suicide of the West (dt. Der Selbstmord des Westens), worin er die im Lager der Konservativen weithin verbreitete Ansicht vertrat, der Westen werde durch den Liberalismus geschwächt. Obwohl er ein erklärter Konservativer geworden war, wandte er sich dennoch gegen die Politik Joseph McCarthys, Kommunisten aus den öffentlichen Ämtern auszuschließen und zu verfolgen.
Ronald Reagan verlieh ihm 1983 die Freiheitsmedaille (Presidential Medal of Freedom), die höchste Auszeichnung, die ein US-Präsident zu vergeben hat.

## Die Manager-Revolution
Bekannt wurde Burnham mit seinem Buch Das Regime der Manager, das zunächst von zehn Verlagen abgelehnt worden war. Er sieht in der Gegenwart (1940; das Buch erschien dann 1941) eine sozialrevolutionäre Epoche, den Übergang von einem Gesellschaftstyp zu einem anderen, die er „Revolution der Manager“ nennt. Burnham geht dabei positivistisch vor und will lediglich eine beschreibende Theorie entwickeln, die sich jedes Werturteils enthält. Manager sind „Administratoren, Experten, leitende Ingenieure, Produktionsleiter, Propagandaspezialisten und Technokraten“. Ihr Tätigkeitsfeld ist das Planen, Überwachen und Zusammenfügen der gesellschaftlichen Prozesse.
Er sagt voraus, dass sowohl kapitalistische Gesellschaften als auch die kommunistisch oder faschistisch geführten allesamt von einer Gesellschaftsformation abgelöst werden, in der die Manager die neue Elite darstellen, die den Rest der Gesellschaft unter ihre Herrschaft bringen. Dies sei belegt durch den zunehmenden Trend von Technisierung und Verwissenschaftlichung der Gesellschaft. Dabei unterstellte er eine künftig führende Rolle der USA.
In einer Rezension des Buchs kritisiert C. Wright Mills Burnhams Kurzschluss von Änderungen in der inneren Machtstruktur von Organisationen auf gleichlaufende Änderungen in der Machtstruktur einer Gesamtgesellschaft sowie deren Klassenstruktur. Wesentlicher Mangel der Diagnose Burnhams sei, dass Burnham in der Kategorie „Manager“ die Führungspositionen der unterschiedlichsten Organisationen, von Konzernen bis hin zu Staatsverwaltungen und Massenorganisationen, zusammenwürfele, so dass er letzthin nichts weiter als einen zunehmenden Trend zur Bürokratisierung beweise, worauf schon vor ihm Max Weber hingewiesen hatte. Die Trennung von Eigentümerrolle und Managerrolle ändere nichts an der grundsätzlichen Macht- und Klassenstruktur des Kapitalismus. Insbesondere sei der deutsche Nationalsozialismus nicht als Machtergreifung der Manager bzw. der Mittelschicht zu begreifen, sondern weiterhin als Kapitalismus, der lediglich durch Kriegswirtschaft und Imperialismus modifiziert sei.

## Werke
- Begeht der Westen Selbstmord? Ein Versuch über Bedeutung und Zukunft des Liberalismus („Suicide of the West“, 1964). Econ-Verlag, Düsseldorf 1965.
- Das Regime der Manager („The managerial revolution“, 1941). Union Deutsche Verlagsgesellschaft, Stuttgart 1951.
- Die Strategie des Kalten Krieges („The coming defeat of communism“, 1950). Union Deutsche Verlagsgesellschaft, Stuttgart 1950.
- Die Machiavellisten. Verteidiger der Freiheit („The Machiavellians. Defenders of Freedom“, 1943). Pan-Verlag, Zürich 1949.
- The Struggle for the World. John Day Company, New York 1947.
- Containment or Liberation? An inquiry into the aims of United States foreign policy. John Day Company, New York 1952.
- The Web of Subversion. Underground Networks in the U.S. Government. John Day Company, New York 1954.
- Congress and the American Tradition. Henry Regnery Company, Chicago 1959.
- The War We Are In. The Last Decade and the Next. Arlington House, New York 1967.